# Obrona Sokratesa

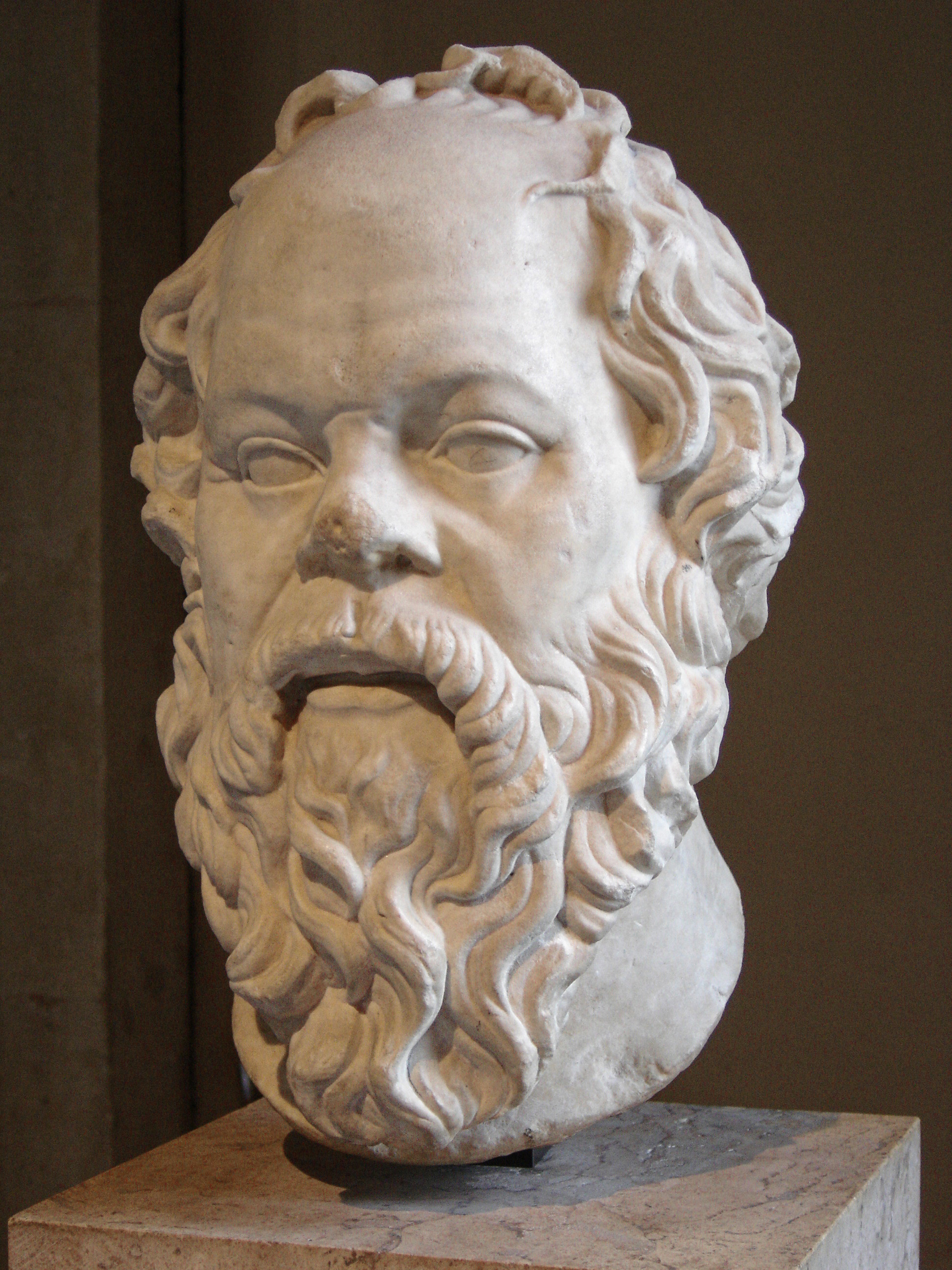
Sokrates

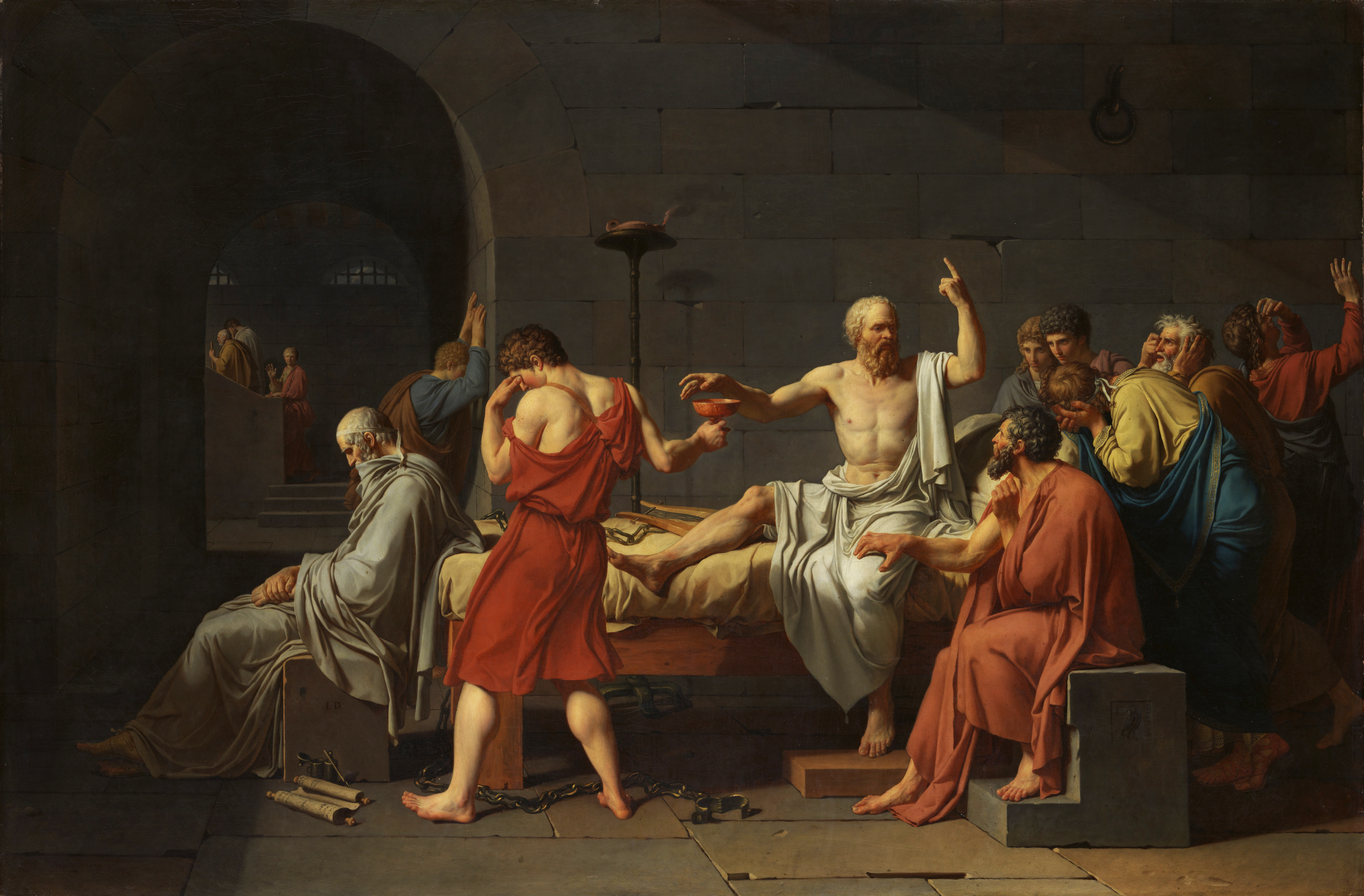
Śmierć Sokratesa, mal. Jacques-Louis David

Obrona Sokratesa (Ἀπολογία Σωκράτους) – dzieło Platona, zaliczane do jego dialogów (chociaż w rzeczywistości jest prawie wyłącznie monologiem Sokratesa), przedstawiające treść trzech mów, jakie Sokrates wygłosił na procesie w 399 r. p.n.e., na którym został skazany na karę śmierci.

## Zarzuty wobec Sokratesa
Sokrates budził w Atenach skrajne reakcje – przez uczniów był uwielbiany, przez część społeczeństwa traktowany z niechęcią lub wręcz nienawiścią. Filozofowi zarzucano bezbożność i deprawowanie młodzieży. Choć Sokrates był religijny, prawdopodobnie nie wierzył w treść podań ludowych, stale powoływał się za to na głos ducha bożego (daimonion), który podpowiadał mu decyzje. Postawa taka spotykała się z niezrozumieniem ogółu, który podejrzewał go o niedowiarstwo i tym samym gorszenie młodzieży.
Do rosnącej niechęci społeczeństwa ateńskiego przyczyniała się też sama metoda nauczania Sokratesa. Często na ulicy wdawał się w dysputy z przypadkowo napotkanymi osobami (często na wysokich stanowiskach), którym, zadając odpowiednie pytania, wykazywał niewiedzę. Ośmieszający wizerunek Sokratesa przedstawił Arystofanes w komedii Chmury, wystawionej jeszcze za życia filozofa w 423 r. p.n.e., Sokrates został ukazany w niej jako oderwany od rzeczywistości dziwak, uwieszony w koszu pod sufitem w swojej Pomysłowni i badający tam tajemnice ziemi i nieba, a jednocześnie deprawujący swoich obdartych uczniów.
Niektórzy badacze przypuszczają jednak, że prawdziwą przyczyną wniesienia oskarżenia przeciwko Sokratesowi były względy polityczne. Uważano go za wroga demokracji ateńskiej. Przekonanie to panowało między innymi z powodu uczniów, którymi się otaczał – znanych z niechęci do ustroju demokratycznego: Alkibiadesa, Platona, Kritiasza. Sam Sokrates też nie krył swoich sympatii do arystokratycznie rządzonych: Sparty, Teb, Megary, Krety. Ponieważ jednak innych przeciwników ustroju ateńskiego objęto amnestią, postanowiono pozbyć się filozofa, wnosząc przeciwko niemu inne zarzuty.

## Oskarżenie
Autorami formalnego oskarżenia, które w końcu wpłynęło do władz miasta, były trzy osoby: przede wszystkim Anytos, wzbogacony garbarz ateński, który dobrał sobie do pomocy Meletosa (jedynego, który zabiera głos w dialogu Platona) i Lykona.
Anytos miał zadawniony uraz do Sokratesa o jego ucznia Alkibiadesa, o którego względy kiedyś zabiegał, został jednak przez niego odrzucony.
Kolejna przyczyna wrogości Anytosa była związana z Trazybulem, jego synem, który zaniedbywał pracę w warsztacie ojca na rzecz przebywania z Sokratesem.
Wszystko to sprawiło, że Anytos opłacił poetę Meletosa, aby ten sformułował i wniósł skargę przeciwko Sokratesowi. Sam też podpisał ją z retorem Lykonem.
Treść skargi brzmiała następująco:
O to zaskarżył pod przysięgą Meletos, syn Meletosa z Pittos, Sokratesa, syna Sofroniska z Alopeków: Zbrodnię popełnia Sokrates, bogów, których państwo uznaje, nie uznając, inne zaś nowe duchy wprowadzając; zbrodnię też popełnia, psując młodzież.
Zgodnie z prawem ateńskim oskarżyciele zaproponowali też wymiar kary: karę śmierci.

## Przebieg procesu
Zgodnie z prawem obowiązującym w Atenach, Sokrates stanął przed sądem składającym się prawdopodobnie z 500 losowo wybranych obywateli (dikasterion). Procedura była ściśle określona i znajduje swoje odzwierciedlenie w budowie dialogu. Najpierw na rozprawie przemawiali oskarżyciele, następnie odpowiadał oskarżony. Bezpośrednio po obronie oskarżonego odbywało się tajne głosowanie nad winą oskarżonego za pomocą specjalnie oznaczonych kamyków, muszelek lub tabliczek. Rozstrzygała większość absolutna, jeśliby jednak przynajmniej jedna piąta sędziów nie przyznała racji oskarżycielowi, ten musiałby zapłacić karę tysiąca drachm za wniesienie niesłusznego oskarżenia.
Jeśli oskarżonego uznano za winnego, miał on po raz drugi prawo do wypowiedzi. Mógł przyjąć żądaną karę albo zaproponować inną. Po tej drugiej mowie oskarżonego sędziowie znowu rozstrzygali przez głosowanie, która kara (żądana przez oskarżyciela czy zaproponowana przez oskarżonego) ma być wykonana.  
Trzecią, pożegnalną mowę Sokrates wygłasza w dialogu platońskim już po ostatecznym zapadnięciu wyroku śmierci.

## Treść obrony Sokratesa

### Część pierwsza
Na początku swojej obrony, ironicznie wyrażając podziw dla kunsztu słownego mowy oskarżycieli, Sokrates prosi sąd o zrozumienie, że będzie się bronił prostymi słowami, takimi, jakich zawsze używał w dysputach na rynku i ulicach Aten. I takim stylizowanym na mowę potoczną, a jednocześnie barwnym językiem jest rzeczywiście napisana Obrona Sokratesa.

#### Wiem, że nic nie wiem
Sokrates odrzuca oskarżenia, stwierdzając, że nie ma w nich nic prawdziwego. Przypomina, że takie nieprawdziwe oskarżenia wysuwało wobec niego w przeszłości już wielu, (m.in. Arystofanes w Chmurach), i najpierw chce bronić się przeciwko tym od dawna kursującym po Atenach potwarzom skierowanym przeciwko niemu. Nie jest prawdą, że popełnia zbrodnię i dopuszcza się występku, badając rzeczy ukryte pod ziemią i na niebie (19b), jak to ukazał Arystofanes, ponieważ nie interesuje się naukami przyrodniczymi i nie zna się na nich. Nie prowadzi też żadnych formalnych lekcji i nie bierze za to pieniędzy, jak filozofowie sofiści. Wyjaśnia, że za jego kłopoty częściowo odpowiedzialna jest wyrocznia delficka, do której kiedyś udał się jego przyjaciel Chajrefont i któremu wyrocznia powiedziała, że Sokrates jest najmądrzejszym człowiekiem na ziemi. Sokrates nie uważał się za mądrego, czuł się ignorantem, potem jednak zrozumiał, że wyrocznia może mieć rację. Jest najmądrzejszy, ponieważ w przeciwieństwie do innych zdaje sobie sprawę ze swojej niewiedzy (słowa te stały się później słynne jako Wiem, że nic nie wiem, chociaż dosłownie w takiej formie nie padają w Obronie Sokratesa). Kiedy zaczął o tym rozmawiać z ludźmi, okazało się, że politycy są zarozumiali, poeci nie rozumieją własnych utworów, rzemieślnicy uważali się za mądrych we wszystkim, chociaż dobrze wykonywali tylko swoje rzemiosło. Kiedy Sokrates wykazywał ich niewiedzę, stał się powszechnie znienawidzony, chociaż chciał tylko udowodnić, że ludzka mądrość jest mało warta i że prawdziwa mądrość przynależy tylko bogom.

#### Odpowiedź na oskarżenie o psucie młodzieży
Po tym wyjaśnieniu przyczyn wrogości wobec niego Sokrates przechodzi do meritum sprawy – oskarżeń o psucie młodzieży i bezbożność. Meletosa (którego imię można by dosłownie przetłumaczyć jako Dbający, Troskliwy) oskarża o to, że w rzeczywistości nie dba o rzeczy, na których mu rzekomo zależy. W rozmowie z Meletosem (jedynej partii dialogowej w Obronie Sokratesa), używając charakterystycznej dla siebie metody elenktycznej, dowodzi, że żaden człowiek nie może świadomie dążyć do deprawowania innej osoby ze swojego najbliższego otoczenia, ponieważ ta zwróciłaby się w końcu przeciwko niemu. Może tu więc w grę wchodzić jedynie nieumyślne psucie, a takie należy zwalczać nie sądem, lecz za pomocą własnych argumentów i nauczania.

#### Odpowiedź na oskarżenie o bezbożność
Następnie Sokrates przechodzi do drugiego zarzutu – bezbożności. Oskarża się go o szerzenie materializmu (że słońce to kamień, a księżyc to ziemia) (16d), ale przecież są to powszechnie znane twierdzenia Anaksagorasa, o których młodzi ludzie mogą dowiedzieć się z lektur i przedstawień tragedii Eurypidesa, którymi zresztą Sokrates się nie zajmuje. Dalej w rozmowie z Meletosem znowu wykazuje wewnętrzną sprzeczność jego argumentów. Sokratesowi zarzuca się bezbożność, ale jednocześnie i to, że wprowadza i wierzy w jakieś nowe duchy. Ironicznie zarzuca Meletosowi, że ten specjalnie stawia mu takie zarzuty, aby wypróbować jego inteligencję.

#### Prawdziwa istota nauki Sokratesa
Sokrates powtarza to, co powiedział na początku mowy, mianowicie że prawdziwą przyczyną procesu nie są zarzuty sformułowane przez oskarżycieli, lecz powszechna nienawiść tłumu, która w końcu go zgubi. Widać tu już przeczucie śmierci Sokratesa, który domyśla się, że jego obrona będzie nieskuteczna. Sokrates nie boi się jednak śmierci, o której (nie wiedząc, co stanie się z nami po śmierci) nie może powiedzieć, czy jest dobrem czy złem. O wiele ważniejsza dla niego jest kwestia dobrego życia, które dla niego oznacza potrzebę nauczania i kierowania myśli ludzi od codziennego zabiegania ku kwestiom moralnym. Sokrates twierdzi, że nawet gdyby sąd go uwolnił pod warunkiem zaprzestania dalszego filozofowania, nie zaprzestanie swojej działalności. Mówi: Ja was obywatele, kocham całym sercem, ale posłucham boga raczej, aniżeli was i póki mi tchu starczy, póki sił, nie przestanę filozofować i was pobudzać i pokazywać drogę każdemu, kogo tylko spotkam (29d). Widać tu jak Sokrates zinterpretował osąd wyroczni delfickiej – jako przeznaczający go do wielkiej misji: Tak rozkazuje bóg, dobrze sobie to pamiętacie, a mnie się zdaje, że wy w ogóle nie macie w państwie nic cenniejszego, niż ta moja służba boża. Bo przecież ja nic innego nie robię, tylko chodzę i namawiam młodych spośród was i starych, żeby się o ciało, ani o pieniądze nie troszczył jeden z drugim przede wszystkim, ani tak bardzo, jak o duszę, aby była jak najlepsza; i mówię im, że nie z pieniędzy dzielność rośnie, ale z dzielności pieniądze i wszelkie inne dobra ludzkie i prywatne, i publiczne (30b). Sokrates porównuje się wreszcie do bąka, puszczonego z ręki boga, aby siadał miastu na kark; ono niby koń wielki i rasowy, ale taki duży, że gnuśnieje i potrzebuje jakiegoś żądła, żeby go budziło (30e).
Następnie Sokrates ponownie przypomina, jak Meletos oskarża go o wprowadzanie nowych duchów, i przyznaje, że rzeczywiście od lat chłopięcych słyszy w sobie głos wewnętrzny, który uznaje za bóstwo i który zakazuje mu zajmowania się polityką. Dlatego też nigdy nie pełnił urzędów w Atenach. Starał się żyć uczciwie w całym swoim życiu, inaczej szybko doprowadziłby się do upadku i śmierci.
Dalej Sokrates twierdzi, że nigdy nie był niczyim nauczycielem w sensie celowego przekazywania wiedzy. Pozwala jedynie innym słuchać tego, co mówi, i dlatego nie może odpowiadać za to, czy inni staną się dzięki temu lepsi czy gorsi. Ale jeśli rzeczywiście kogoś popsuł, osoba ta musiałaby stawić się dzisiaj przed sądem i zeznawać jako świadek przeciwko niemu, mógłby to zrobić też jej krewny, tymczasem takich świadków nie ma, na rozprawie jest natomiast mnóstwo wymienionych z imienia jego zwolenników, którzy są gotowi go poprzeć.
Na zakończenie mowy Sokrates zwraca uwagę, że nie zamierza grać na emocjach sądu, zalewając się łzami, ani przyprowadzając swoich trzech synów, krewnych i przyjaciół, którzy błagaliby o łaskę dla niego (były to dość powszechne praktyki w sądach ateńskich tego czasu). Nie przystoi mu to z racji jego wieku i imienia. Obowiązkiem sądu jest wydanie słusznego wyroku opartego na argumentach i faktach, a nie emocjach, a postępowanie inaczej byłoby działaniem bezbożnym.

#### Werdykt
Sokrates zostaje uznany za winnego niewielką przewagą głosów. Z dialogu dowiadujemy się, że gdyby 30 skorupek padło w drugą stronę, byłby uwolniony, przy 500 sędziach stosunek głosów wynosił więc prawdopodobnie 280 za uznaniem za winnego do 220 za uniewinnieniem.

### Część druga
Sokrates twierdzi, że spodziewał się jeszcze gorszego wyniku głosowania, tymczasem uznano go winnym większością zaledwie 30 głosów. Żartuje, że przeciwko Meletosowi i tak wygrał i gdyby do jego skarg nie przyłączył się Anytos i Lykon, ten musiałby zapłacić karę 1000 drachm, ponieważ nie uzyskałby piątej części głosów (Sokrates dzieli tu 280 na 3).

#### Zamiast kary – utrzymanie w Prytanejon
Zgodnie z prawem ateńskim Sokrates ma teraz sam zaproponować karę dla siebie, jeśli nie zgadza się z wyrokiem śmierci. Zamiast tego drwi z sądu i jako karę proponuje, aby jako zasłużonemu obywatelowi dać mu honorowy wikt w Prytanejon, świętym gmachu miasta, gdzie palił się wieczny ogień Hestii i gdzie na koszt Aten jadali mężowie najbardziej zasłużeni, posłowie obcych państw i zwycięzcy igrzysk olimpijskich. Mówi, że zdaje sobie sprawę, że jest teraz postrzegany jako ogarnięty jeszcze większą pychą, ma jednak za złe sądowi, że w tak poważnej, gardłowej, sprawie sądzili go tylko jeden dzień. Gdyby proces trwał dłużej, sędziowie daliby się przekonać o jego niewinności.

#### Propozycja grzywny
Sokratesowi nie odpowiada też żadna kara. Powtarza, że nie boi się śmierci, bo nie wie, czy to coś dobrego czy złego. Nie chce iść do więzienia i być tam zależny od zmieniającej się władzy, nie chce też iść na wygnanie, bo jest za stary, poza tym z innego miasta też zostałby pewnie wypędzony, ponieważ i tam nie mógłby nie zaprzestać swojego nauczania i działalności. Nie ma też pieniędzy, aby zapłacić grzywnę. W końcu proponuje grzywnę w wysokości jednej miny srebrem. Jego przyjaciele (m.in. Platon i Kriton) natychmiast podwyższają tę sumę do 30 min i ręczą za jej spłatę.

#### Kara śmierci
Ława przysięgłych nie wyraża jednak zgody na tę alternatywę i skazuje Sokratesa na karę śmierci przez wypicie cykuty. Diogenes Laertios zanotował, że tym razem przeciwko Sokratesowi głosowało 80 sędziów więcej niż w pierwszym głosowaniu (prawdopodobnie więc łącznie 360) – zapewne wielu odwróciło się od niego urażonych drugą mową.

### Część trzecia

#### Słowa do sędziów, którzy skazali Sokratesa
Sokrates zwraca się teraz tylko do tych sędziów, którzy skazali go na śmierć i zapowiada, że skazanie jego, starca, któremu i tak niewiele pozostało lat życia, na śmierć już niedługo ściągnie na miasto hańbę. Twierdzi, że przegrał nie dlatego, że zabrakło mu argumentów, lecz dlatego, że nie chciał zniżać się do sztuczek i grania na emocjach sądu, płaczów i jęków, do których zwykle uciekali się podsądni. Powtarza, że ani w sądzie, ani na wojnie, ani ja, ani ktokolwiek inny nie powinien o tym przemyśliwać, aby śmierci ujść (39a). Jeszcze raz zapowiada swoim sędziom, że kara jaka ich spotka po śmierci Sokratesa, będzie znacznie cięższa niż śmierć – potępienie innych, młodszych od niego.

#### Słowa pocieszenia
Następnie kieruje słowa pocieszenia do tych sędziów, którzy głosowali za jego uniewinnieniem. Twierdzi, że jego dobry duch, który zwykle zawsze przestrzegał go przed niebezpieczeństwem, tym razem nie sprzeciwiał się, kiedy wychodził z domu i szedł do sądu. Można to uznać za znak, że śmierć jest czymś dobrym dla niego. Śmierć jest albo całkowitym unicestwieniem ciała i duszy, w którym człowiek nie odczuwa już żadnych wrażeń, i tym samym uwolnieniem od wszelkich trosk, albo jakimś przeobrażeniem i przeniesieniem się duszy w inne miejsce – do Hadesu, gdzie Sokrates będzie mógł spotkać dawnych bohaterów i poetów i dalej prowadzić z nimi swoje dysputy.
Na koniec Sokrates mówi, że nie chowa wielkiej urazy do oskarżycieli i sędziów, którzy go skazali, i prosi o opiekę nad swoimi synami, aby ci wartości moralne przedkładali nad dobra materialne i egoizm.

## Kwestia autentyczności słów Sokratesa
Niektórzy badacze podważali autentyczność słów Sokratesa w dialogu, twierdząc, że są one w dużej mierze wytworem Platona. Powoływali się przy tym m.in. na historyka Ksenofonta, innego świadka epoki, który również napisał Obronę Sokratesa, w pewnych punktach różniącą się od sprawozdania Platona. Pogląd taki nie wydaje się uzasadniony. Obrona Sokratesa jest jednym z pierwszych dialogów (być może w ogóle pierwszym) Platona; w momencie jej napisania wiele osób pamiętało autentyczne słowa Sokratesa na procesie i Platon nie mógł wkładać w usta swojego mistrza słów, których ten nie wypowiedział. Platon był też obecny na procesie i prawdopodobnie dość wiernie oddał zapamiętaną argumentację Sokratesa, chociaż oczywiście nie można dzieła traktować jako stenograficznego zapisu rozprawy.

## ZnaczenieObrony Sokratesa
Dzieło nie jest traktatem filozoficznym w zwykłym rozumieniu tego słowa, czy nawet w tym znaczeniu, w jakim traktatami filozoficznymi są inne dialogi Platona (np. Uczta). Ani sam Sokrates, ani Platon ustami Sokratesa nie roztrząsają tu żadnych szczegółowych kwestii ontologicznych lub kosmologicznych, które zaprzątały wtedy uwagę greckich filozofów. W argumentacji Sokratesa (zwłaszcza w jego rozmowie z Meletosem) można nawet dopatrzyć się błędów logicznych. Sokrates np. niesłusznie twierdzi, że nikt nie może świadomie dążyć do deprawowania innej osoby, ponieważ ta w końcu zwróciłaby się przeciwko niemu. I w historii starożytnej i współcześnie można łatwo znaleźć przykłady osób, które – zdeprawowane – szkodziły nie osobie odpowiedzialnej za jej zepsucie moralne, lecz innym. Sokrates tylko pozornie zbija również drugi punkt oskarżenia, twierdząc, że nie można go oskarżać jednocześnie o bezbożność i wprowadzanie nowych duchów. W rzeczywistości Anytos, Meletos i Lykon nie oskarżali go o ateizm, lecz o to, że nie uznaje bogów, których państwo uznaje, czyli religii państwowej. Była to niewątpliwie prawda. Jak powiedziano, religijność Sokratesa była bardzo głęboka, ale też całkiem innej – ogólniejszej i bardziej refleksyjnej – natury, niż u zwykłych Ateńczyków. Jest też prawdą, że Sokrates nie był zwolennikiem ustroju demokratycznego. Nie mógł zgodzić się z branym w Atenach za pewnik przekonaniem, że obywatele w swojej większości reprezentują mądrość.
Z drugiej strony Obrona Sokratesa nie ma wyłącznie charakteru źródła historycznego (Obrona jest jednym z nielicznych tekstów pochodzących od osób, które go znały osobiście, sam Sokrates nie pozostawił po sobie żadnych pism), ani dzieła literackiego (pomimo niewątpliwych walorów stylizowanego na potoczny, jędrnego i obrazowego języka – w przekładzie polskim Władysława Witwickiego). Obrona Sokratesa jest dziełem filozoficznym w najgłębszym sensie tego słowa. Odpowiadając na zarzuty Ateńczyków, Sokrates mógł dość łatwym kosztem ocalić swoje życie, kajając się za swoją działalność, wreszcie proponując dla siebie karę wygnania lub więzienia. Nie mógł jednak tego zrobić; za żadną cenę nie mógł zrezygnować z refleksji nad tym, co dobre i sprawiedliwe, z pytania, co robić, aby żyć dobrze. Poszukiwanie prawdy nie może zależeć od nastrojów społeczeństwa i wyroków sądów – to odkrycie Sokratesa pozostaje aktualne do dzisiaj i do dzisiaj stanowi wezwanie do badania własnej natury duchowej (duszy – słowami Sokratesa) i właściwego kierowania własnym życiem.

## Przekłady
- Apologia w tłumaczeniu Felicjana Kozłowskiego (1845)
- Obrona Sokratesa w tłumaczeniu Adama Maszewskiego (1885)
- Apologia Sokratesa w tłumaczeniu Stanisława Siedleckiego (1910)
- Obrona Sokratesa w tłumaczeniu Władysława Witwickiego (1920)
- Obrona Sokratesa w tłumaczeniu Ryszarda Legutki (2003) (fragment)